# 一瀬大蔵
一瀬 大蔵(いちのせ たいぞう、寛政9年(1797年) - 安政4年(1857年))は、江戸時代後期(幕末)の会津藩士。砲術師範。後に天文学、数学の師範も兼ねる。藩命により江川英龍(坦庵)の門に入り西洋流砲術を学ぶ。遠祖は紀州雑賀鈴木氏。

## 経歴
出生
寛政9年(1797年)会津藩の永田流乱火砲術師範であった一瀬忠吉(熊十郎)の長子として生まれる。
母は工藤氏女。小字は砂、名は忠移(ただより)、後に大蔵と称する。父祖は紀州雑賀衆の流れを汲み、代々砲術師範を務める家系であった。

会津での実績
若くして文武の芸を極め、文化5年(1808年)一夜に五言律詩百首を詠んで藩庁より賞され金500疋を賜った。
傍ら柔術、砲術、天文学、数学をも極め、そのすべての師範となったが、中でも砲術を最も得意としていた。
また、当時の会津藩では砲術に割り当てられる分規金が少なく奨励もままならなかった為、忠移(大蔵)はこれを憂い、砂糖売買を行いその純益金をもって砲術の分規金に充てることを藩へ建議し認められた。これにより諸流派においても皆、その利益を受けられるようになった。

韮山塾・房総での任務
弘化4年(1847年)会津藩第八代藩主松平容敬の命により、伊豆韮山代官であり高島流砲術家の江川英龍(坦庵)の門下(韮山塾)に入り、西洋流砲術を学ぶこととなる。
同年、幕府より会津藩が忍藩に代わり警備を命じられた房総海岸の地理見分に、軍事奉行黒河内十太夫、家老山川兵衛、郡奉行野村監物らと共に火術師範として同行、上総富津台場、竹岡台場等へ赴く。藩主松平容敬より「陣営縄張り等を始め、御固場ごとの人数配分と組織編制、大砲鋳造の目論見、船舶の注文、居小屋の割合、番所の設置と番割の人馬に至るまですべて細々取調べよ」との命を受け、これに取り組んだ。以降、砲術修練、銃器・火薬類の注文など江戸・房総での任務を行いつつも、都度韮山塾へ戻り、嘉永4年(1951年)まで在塾した。嘉永2年(1849年)4月6日、皆伝となり奥義誓詞。門下では大蔵に比肩する者はなく、ついには塾頭となった。
なお、嘉永元年(1848年)8月、会津より病に伏した大蔵の看病をしに韮山へ来た、子の一瀬豊彦もそのまま江川英龍の門弟となり西洋流砲術を修め、嘉永2年(1849年)8月、会津へ帰国した。会津藩に最初に西洋式のゲベール銃を持ち込んだのは、この一瀬豊彦である。
また、嘉永7年(1854年)には、大蔵の婿養子であり後に家督を継ぐこととなる、一瀬一馬も韮山塾にて西洋流砲術を学んでいる。
嘉永4年(1851年)6月、会津藩が江川英龍に鋳造を依頼していた大砲「百幾撤西砲(ヘキザンス砲)」が完成。口径八寸二分、弾量十八貫という当時では超弩級の大砲が竹岡台場に配備され、大蔵を主任として修練が行われた。

晩年
晩年については不明。安政4年(1857年)11月11日没。戒名「浄境院清覺了心居士」。墓所は東京都港区三田の実相寺。嫡子であった豊彦がすでに没していた為、家督は婿養子の一馬(長女イクの夫)が継いだ。なお、一瀬家代々の墓は福島県会津若松市の大宝山建福寺にあるが、大蔵と同墓に眠る妻のみ東京に埋葬されている。

## 系譜
家系
会津藩が編纂した系譜集成である「諸士系譜」によると、大蔵の曾祖父に当たる会津一瀬家初代一瀬勘助忠春の祖父ついて、「祖父、孫市郎重次は元来は鈴木性であったが、代々紀州雑賀村を領していたので村名を家号とした。」とある。また会津藩教育の詳細を記した「會津藩教育考」では、大蔵の遠祖について「遠祖は雑賀孫一郎重治であり、慶長5年城州伏見にて城将である鳥居元忠の首級を獲て、後に水戸家の臣となった。」とある。前者は水戸藩に仕え、後に雑賀孫市を称した鈴木重次であり、後者は重次の父で紀州雑賀鈴木氏当主が称した「孫一」の一人とも言われる鈴木重朝の経歴と重なる。

親族・子孫
・曾祖父：一瀬勘助忠春(1625年～1697年)会津一瀬家初代。鈴木太郎利重十五代 雑賀孫市重兵嫡男。後の会津保科松平家２代当主 保科正経(鳳飛院)の供番として会津藩へ仕官し、文武の教授をした。長子雑賀九郎左衛門忠髙の末裔には、戊辰戦争から箱館戦争まで戦い、雑賀孫六郎と名乗った一瀬紀一郎重村がいる。大蔵は次男忠英の系統。
・曾祖母：大沼氏女
・祖父：一瀬興助忠英 (1676年～1752年)永田流乱火砲術師範。後に会津藩における智徹流砲術の祖となる。
・父：一瀬熊十郎忠吉 (1830年没)永田流乱火砲術師範。寛政4年江戸に出て砲術を修める。
・母：工藤氏女
・妻：小松氏女
　・長男：一瀬波江 (1843年没)
　・次男：一瀬豊彦 (1852年没)大蔵と共に江川英龍門下で西洋流砲術を学ぶ。
　・長女：一瀬イク (1842年～1911年)小松務右エ門の子、一馬忠重を婿に迎える。
　・婿養子：一瀬一馬忠重(1830年～1894年)大蔵長女イクの婿となり、婿養子となる。後に家督を継ぎ、戊辰戦争を戦う。
　　・孫(長女)：ヒサ
　　・孫(次女)：カネ
　　・孫(長男)：一瀬義麿 (1943年没)帝国海軍に仕官し、第一船隊司令長官幕僚となる。著書に「海軍兵科説明」がある。
　　・孫(五女)：ムツ (1880年～1939年)後の高橋たか。松平家へ仕え、秩父宮勢津子妃の養育係となる。
　　・孫(六女)：ワリ
　　・孫(七女)：ナミ

## その他の登場文献・資料
・戸羽山瀚『江川担庵全集下巻』江川坦庵全集刊行会、1955年9月15日
・仲田正之『実伝 江川太郎左衛門』鳥影社、2010年5月10日
・一瀬忠移写本『鈴林必携算数考』野口家文書、1849年、群馬県前橋市立図書館所蔵
・『若松録 高名五幅対』1852年。嘉永5年(1852年)当時の高名なものを記した番付。天文、数学に名が記されている。